# Biebrza Nemzeti Park
A Biebrza Nemzeti Park (lengyelül: Biebrzański Park Narodowy) védett terület Lengyelország északkeleti részén, a Podlaskiei vajdaságban a Biebrza folyó mentén.
Lengyelország 23 nemzeti parkja közül a legnagyobb területűt, a Biebrza Nemzeti Parkot 1993. szeptember 9-én hozták létre. Teljes területe 592,23 km², ebből az erdők 155,47 km²-t, a mezők és rétek 181,82 km²-t,  a mocsarak pedig 254,94 km²-t tesznek ki. Az Európában egyedülálló mocsár- és tőzegterületek, valamint a különösen fajgazdag fauna és kivételesen gazdag madárvilága miatt a park 1995-ben felkerült a védett területek rámszari egyezményének jegyzékébe.

## Földrajza
A mai nemzeti park területén két természetvédelmi terület létezett a világháborúk közötti időszakban: a Czerwone Bagno és Grzędy. Egy nagy sík depresszió, a Biebrza-völgy több mint 100 kilométer hosszan képezi a nemzeti park fő részét. Ezt a völgyet több méter vastag tőzegréteg tölti ki, mintegy 90 km²-es területével Közép-Európa legnagyobb és legtisztább tőzeglápterülete. A parkban található 152,5 kilométer hosszú Biebrza folyó a nemzeti park földrajzának központi eleme. A Biebrzát tipikus alsó szakasz jellegű völgy jellemzi, amelyben szabadon kanyarog a nemzeti parkon belül. Számos meander és holtág kíséri a folyót. A Biebrza medrének szélessége az északi néhány méterestől a folyó alsó szakaszán több tucat méteresre terebélyesedik. A park legfontosabb természeti emléke a vörös mocsár (lengyelül: Czerwone Bagno), amely a legszigorúbb védelem alatt áll, itt ritka mocsári égererdők terülnek el, ahol mintegy 400 jávorszarvas él.
A Felső-Biebrza-medence hossza 40 km, szélessége 1,5–3,0 km. A tőzegtelep itt 3-6 m vastag, és részben meszes gyttja található alatta. A Felső-Biebrza-medence domborzatának jellegzetes elemei a morénavölgyek. A középső medence kissé téglalap alakú, 40 km hosszú és 20 km széles. A terület egy hatalmas tőzegláp-együttes (45 000 ha), legfeljebb 3 m vastag tőzeggel. A homok a tőzeglerakódás alatt kaviccsal vegyül az északi rész alján, a déli részen pedig agyaggal keveredik. Az eolikus folyamatokkal dűnékké átalakuló, részben tőzeggel fedett, kiterjedt homokos területek megkülönböztetik a középső medencét. Az Augustówi-csatorna, a Woznawiejski- és Rudzki-csatornák, valamint számos kisebb csatorna, amelyek a 19. század első felében épültek, jelentősen megváltoztatták a völgy ezen részének hidrológiai rendszerét, ami a vízszint állandó csökkenéséhez és a tőzegterületek kiszáradásához vezetett. Az alsó medence 30 km hosszú és 12-15 km széles. A tőzegtelep több mint 2 m vastag, és vastag homokos-kavicsos ágyak találhatók alattuk, amelyeket helyben vályog- és iszaplerakódások borítanak. A több méter magas szigeteket képező kis dűnék elmerülnek a környező sík ártéri tőzegben. A folyó mentén 1-2 km széles ártéri zónában számos holtág található.
A hosszú, mocsaras folyóvölgyön csak igen kevés helyen lehetett átkelni. A három egymáshoz közeli híd és gázló, valamint a Białystok– Lyck–Königsberg-vasútvonal hídjának védelmére építette ki az Orosz Birodalom az osowieci erődöt, amely aztán az első világháború idején súlyos harcok helyszíne volt. A gáztámadást túlélő néhány orosz katona rohama a halottak támadásaként vonult be a történelembe. Az erőd ma részben látogatható, habár az I. erődbe csak lengyel állampolgárok vagy megfelelő katonai engedéllyel rendelkezők léphetnek be. A múzeumok és az emlékhely a nemzeti parkhoz tartoznak, amelynek itt rendezték be a központját is.

## Tüzek
2020. április 18-án tűz ütött ki a nemzeti park területén, amely legalább 6 ezer hektár gyepet és erdőt pusztított el. A vizsgálatok kiderítették, hogy a tüzet illegális fűégetés okozta. Míg általában a tüzet a mezőket elborító áradások kioltották volna, az az évi alacsony vízállás miatt a tűz azonban tovább tombolt, amíg április 26-án végül  sikeresen eloltották. 1992 óta ez volt a legpusztítóbb tűzeset a nemzeti parkban.

## Fordítás
- Ez a szócikk részben vagy egészben  a   Nationalpark Biebrza című német Wikipédia-szócikk ezen változatának fordításán alapul.  Az eredeti cikk szerkesztőit annak laptörténete sorolja fel. Ez a jelzés csupán a megfogalmazás eredetét és a szerzői jogokat jelzi, nem szolgál a cikkben szereplő információk forrásmegjelöléseként.